# Matthias Jabs
Matthias Jabs (* 25. října 1955, Hannover, Německo) je německý kytarista a skladatel, člen hard rockové skupiny Scorpions.
Jako mladý hrál ve skupinách jako Lady a Fargo, ale v roce 1979 se mu podařilo vyhrát konkurz na post sólového kytaristy do skupiny Scorpions (byl vybrán ze 140 zájemců). Složil několik skladeb např. To Be Number One z alba Eye II Eye. Hudbu složil ke skladbě Tease Me Please Me z alba Crazy World. Ke skladbě Deep And Dark z alba Unbreakable složil hudbu a spolu s frontmanem skupiny Klausem Meinem napsal i text.
První album, které se Scorpions nahrál (i když ne celé, protože tři skladby skupina nahrála spolu s Michaelem Schenkerem), bylo Lovedrive. Spolu s Lovedrive už nahrál celkem 15 alb, z toho 2 "živáky". Matthias se proslavil nejen výbornou technikou hry na kytaru (je zařazen v mnoha žebříčcích nejlepších kytaristů), ale i používáním "talk boxu". Ten použil ve skladbách The Zoo, To Be Number One, Money And Fame, Media Overkill a Can You Feel It. Matthias se podepsal i pod několika skladbami z nového alba skupiny Scorpions Humanity Hour 1. Matthias používá hlavně kytary:
elektrické : Gibson Explorer, Fender Stratocaster (typ po něm přezdívaný Jabocaster), Dommenget Explorer…
akustické : Yamaha, Gibson…